# Killead
Killead is een civil parish in de County Antrim, Noord-Ierland. Het heeft 81 inwoners en ligt vlak bij Aldergrove en Antrim. Er staat een Presbyteriaanse kerk. Het is plaatsje bereikbaar via de A-26.
Binnen het grondgebied van Killead ligt sinds 1917 het vliegveld van Belfast.

## Geboren in Killead
- James Molyneaux, Baron Molyneaux van Killead, 27 augustus 1920 - 9 maart 2015. Was een politicus van de Unionisten en van 1979 tot 1995 leider van de Ulster Unionist Party.
- Dominee Arthur Bell Nicholls, geboren op 6 januari 1819. Was hulpprediker van dominee Patrick Brontë in Haworth, Engeland, en getrouwd met zijn dochter Charlotte Brontë.[1]
- James Gordon, geboren 31 oktober 1739, emigreerde in 1758 naar de Verenigde Staten. Zat in het Congres van 1791-1795 en in de Senaat van 1797-1804.[2]
- Dominee James Alexander Hamilton Irwin, (1876-1954) was predikant in Killead van 1903 tot 1926. Hij was een verklaard voorstander van zelfbestuur voor Ierland en werd later voorstander van de Ierse onafhankelijkheid..
- Charles McCorrie, 1830-1857. Ontving het Victoria Cross tijdens de Krimoorlog.
- James Kirker, (1793-1852). Emigreerde naar de Verenigde Staten, werd winkelier, bontjager, piraat, premiejager. Verhuisde later naar Mexico.

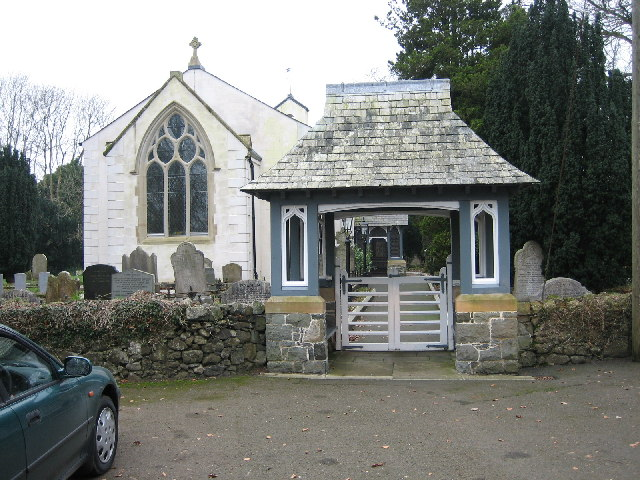
Kerk van Killead
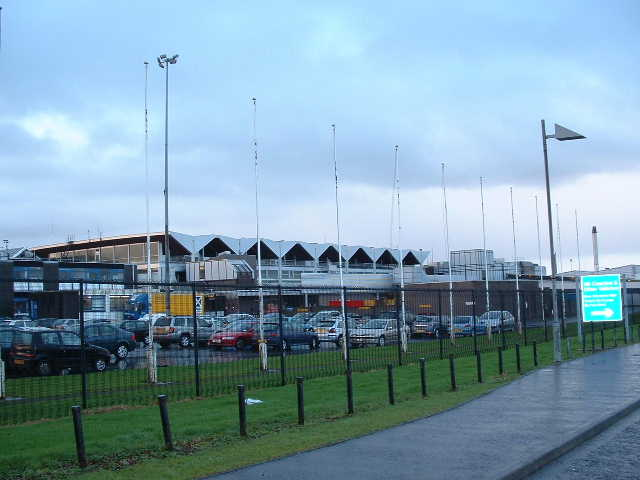
Vliegveld van Belfast